# الراحة (الضالع)
الراحة هي إحدى قرى الجمهورية اليمنية. وهي تتبع جغرافيًا لمحافظة الضالع. وإداريًا لمديرية الحشاء. يبلغ تعداد سكانها 1037 نسمة حسب الإحصاء الذي جرى عام 2004.